# Liste von Studentenmuseen

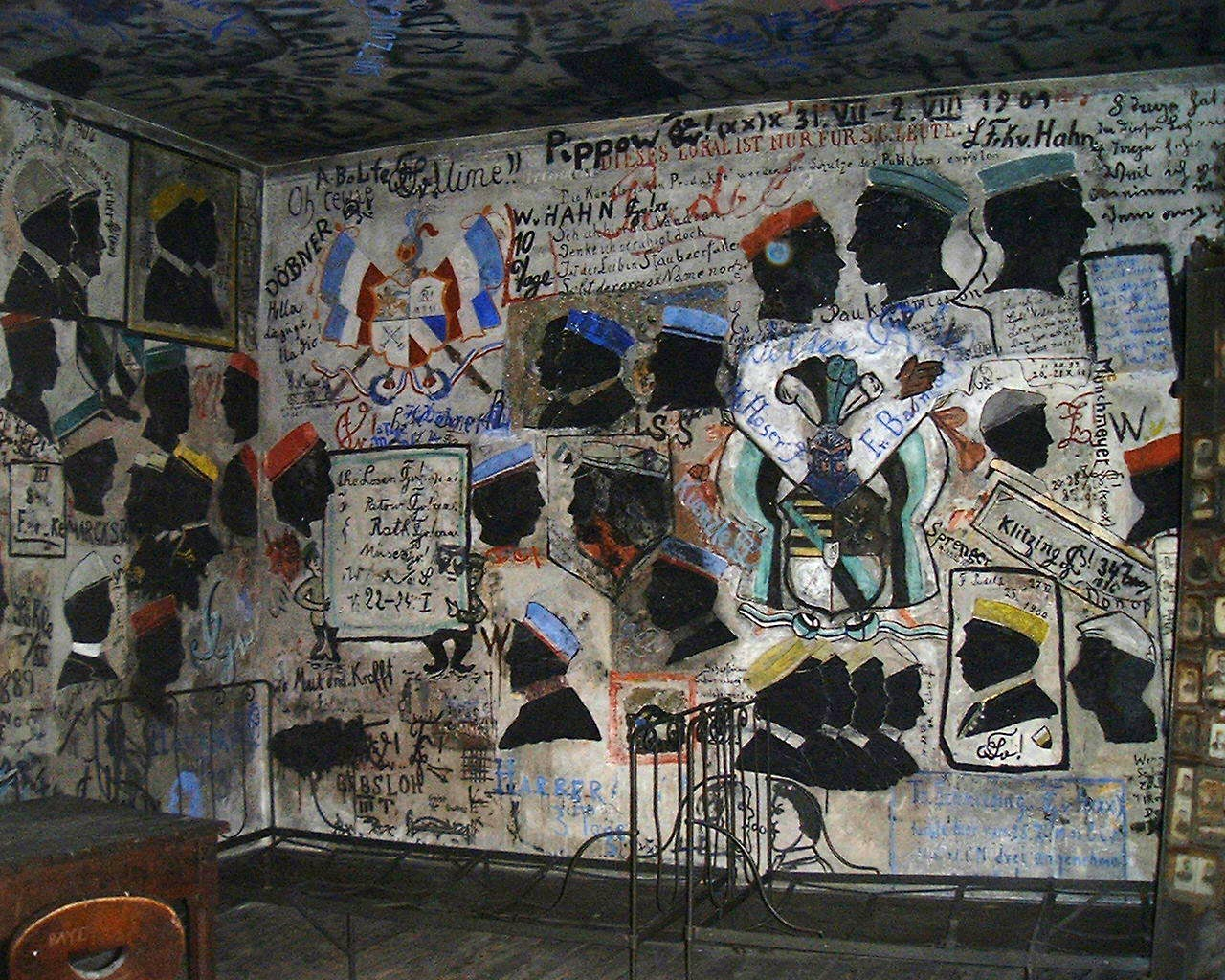
Studentenmuseum: Karzer in Heidelberg

Ein Studentenmuseum ist ein Volkskundemuseum, das speziell und schwerpunktmäßig die Darstellung des studentischen Brauchtums, verkörpert durch Studentica, und der Studentengeschichte als kulturpolitischen Auftrag hat. Studentenmuseen unterschiedlicher Größe gibt es in mehreren Ländern Europas. Sie befinden sich zumeist in traditionellen Universitätsstädten. Auch die noch erhaltenen Karzer der älteren Universitäten werden heute vielfach als Studentenmuseen geführt und verkörpern einen kulturgeschichtlichen Ausschnitt des studentischen Lebens an den Hochschulen.

## Belgien
- Archief en Museum van het Vlaams Studentenleven (AMVS), Leuven
- Museum van het Studentenleven, Antwerpen[1]
- Fonds Boussart, Liège[2]

## Deutschland
- Studentenkarzer Freiburg[3]
- Bismarckhäuschen, Göttingen
- Studentenkarzer (Göttingen)
- Studentenkarzer (Heidelberg)
- Studentenkarzer Marburg[4]
- Historisches Corpsmuseum München e.V. des Corps Bavaria München[5]
- Sammlung des Instituts für Hochschulkunde, Würzburg

## Estland
- Karzer der Universität Tartu[6]

## Italien
- Centro Universitas Scholarium (Centro di Documentazione Internazionale Goliardica e Studentesca), Turin
- Meus – Museo europeo degli Studenti, Bologna[7]

## Lettland
- Karzer der Universität Lettlands in Riga[8]

## Österreich
- Burschenschafterturm, Linz

## Polen
- Virtuelles Museum polnischer Studentenverbindungen, Poznań[9]

## Schweiz
- Studentenhistorisches Museum der Schweizerischen Vereinigung für Studentengeschichte (SVSt) bis 1992 in Schloss Hünegg, Hilterfingen, 1997 bis 2001 in Assens (s. u.), dann bis 2008 im Museum Altes Zeughaus Solothurn und evtl. ab Herbst 2016 im Schloss Wildenstein (Veltheim). Verantwortlich für das Museum ist die Sammlungs- und Ausstellungskommission der SVSt.[10]
- Studentenhistorisches Museum Assens, Assens VD[11] (seit 1997)

## Spanien
- Museo Internacional del Estudiante, Salamanca[12]